# Festuca algeriensis
Festuca algeriensis là một loài thực vật có hoa trong họ Hòa thảo. Loài này được Trab. mô tả khoa học đầu tiên năm 1895.